# Centro Dom Bosco

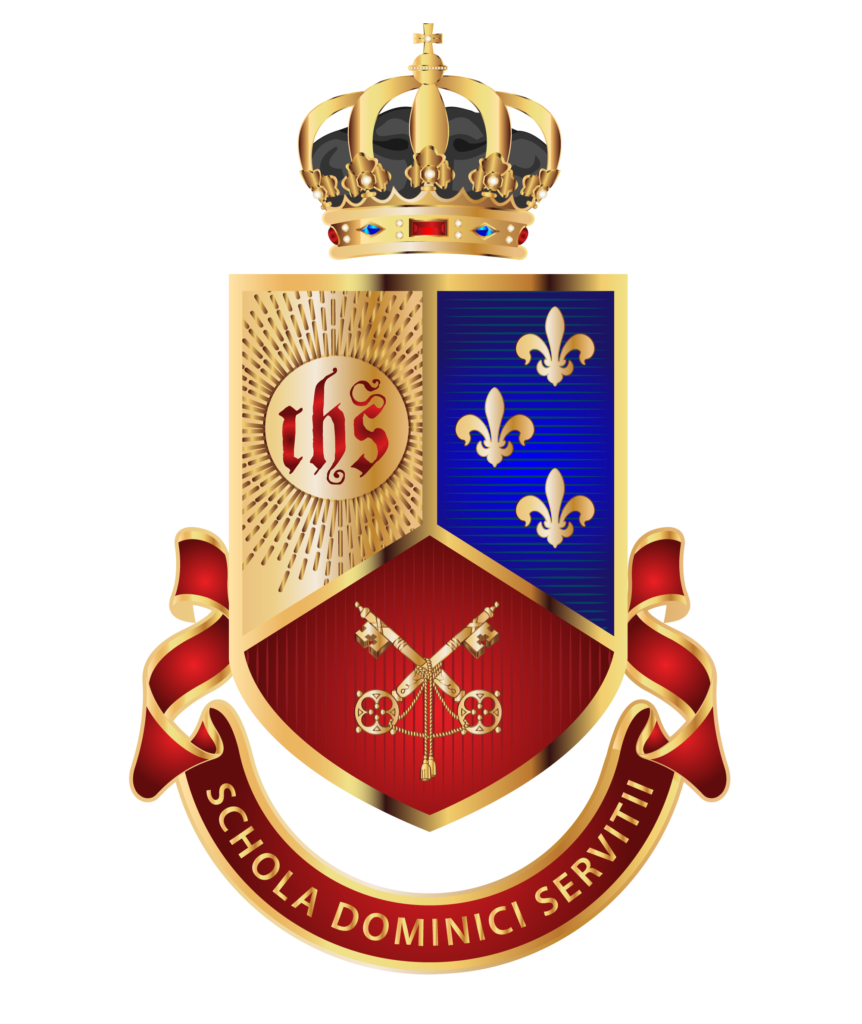
Fundado por un grupo de universitarios católicos en 2016, el Centro Dom Bosco rápidamente se convirtió en una organización influyente dentro de los círculos católicos conservadores brasileños. En la imagen, el escudo del Centro Dom Bosco.

El Centro Dom Bosco es una organización católica laica fundada el 17 de septiembre de 2016 en Río de Janeiro, Brasil. La asociación se distingue por su defensa del tradicionalismo, sus críticas más o menos explícitas al Concilio Vaticano II, por la promoción de la misa tridentina y las diversas controversias en que ha estado involucrada. Aunque se autodenomina católico, el Centro Dom Bosco no está subordinado a la jerarquía eclesiástica y a menudo se opone directamente a ella, apoyando lo que algunos investigadores llaman "anticlericalismo endógeno". Según el investigador Víctor Almeida Gama, el Centro busca revitalizar movimientos de la derecha católica en Brasil, como la TFP.
El grupo tiene como objetivo declarado la "recristianización" de Brasil,formando una intelectualidad católica que pueda influir en la consolidación de un estado donde se aplique el reinado social de Jesucristo, es decir, un estado político cuyas leyes e instituciones estén alineadas con el magisterio de la Iglesia Católica.El Centro Dom Bosco ofrece cursos gratuitos en su canal de YouTube sobre temas católicos pre-Concilio Vaticano II, así como en una plataforma propia accesible mediante donaciones mensuales de cualquier valor. Recientemente, también se ha dedicado a la producción de películas y la publicación de libros a través de su propia editorial.Reconocido por su influencia en plataformas virtuales y su penetración en círculos eclesiásticos y laicos, el Centro Dom Bosco es uno de los principales representantes del conservadurismo católico en Brasil.